# بی‌خوابی (فیلم ۲۰۰۱)
بی‌خوابی (به ایتالیایی: Non ho sonno) یک فیلم ایتالیایی در ژانر جالو به کارگردانی داریو آرجنتو که در سال ۲۰۰۱ منتشر شد. در این فیلم ماکس فون سیدو و استفانو دیونیسی ایفای نقش می‌کنند و نشان دهنده بازگشت آرجنتو به زیر ژانر جالو است.

## گیشه
این فیلم با اکران در ایتالیا با فروش بیش از ۵٫۰۱۹٫۷۳۳٫۵۰۵ لیره (۳٫۲۸۰٫۰۸۰ دلار آمریکا) تا پایان اکران خود در باکس آفیس دیگری بود.

## داستان
کارآگاه اولیسه مورتی (فون سیدو) در سال ۱۹۸۳ به بررسی یک سری قتل در تورین می‌پردازد که به قتل‌های کوتوله معروف است. مظنون اصلی، وینچنزو دو فابریتیس، نویسنده داستان‌های جنایی و پرونده بسته شده در نظر گرفته می‌شود. با این حال، هفده سال بعد، یک سری قتل‌های مشابه آغاز می‌شود و مورتی بازنشسته را دوباره به پرونده می‌کشاند و …

## انتشار
این فیلم برای اولین بار در ۵ ژانویه ۲۰۰۱ در سینماهای کشور اصلی خود ایتالیا اکران شد. بعداً در همان سال، بی‌خوابی در ایالات متحده در سینماهای محدود در ۲۴ اوت ۲۰۰۱ اکران شد و مدت کوتاهی در قالب‌های ویدیویی خانگی در زمستان اکران شد.

## بازخوردها
بی‌خوابی واکنش متفاوتی از سوی منتقدان دریافت کرد. در وب‌سایت جمع‌آوری نقد فیلم راتن تومیتوز، این فیلم بر اساس ده نقد، ۵۰٪ تأیید شده‌است.